# Iglesia católica apostólica ortodoxa de la Santísima Virgen María
La Iglesia Católica Apostólica Ortodoxa de la Santísima Virgen María es una Iglesia ortodoxa ubicada en la esquina de las avenidas Pedro de Valdivia (n.º 92) y Nueva Providencia (n.º 2020, acera norte), en la comuna de Providencia, Santiago de Chile.
Es una de las seis iglesias ortodoxas que existen en Chile bajo la tutela del patriarca de Antioquía.
A pesar de su pequeño tamaño, es uno de los edificios emblemáticos del centro de Providencia y una de las iglesias más importantes en la religión cristiana ortodoxa a nivel nacional.
Junto a la iglesia, en Nueva Providencia, está la plazuela Elías IV (1914-1979), con un relieve de este patriarca de Antioquía.

## Historia
Construida en 1932 por Josué Smith Solar y Thomas Smith Miller, inicialmente funcionó como una iglesia protestante de tradición angloparlante, donde funcionaba principalmente la Union Church, pero también compartían espacios con la Iglesia Metodista de Providencia; sin embargo, en 1978 fue vendida a la Iglesia ortodoxa de Antioquia. Entre este último año y 1984 se realizaron modificaciones al interior del recinto. Se añadió un iconostasio que cubre el altar y en la entrada se sacaron pilares y arcos. Esta iglesia fue la primera ortodoxa que permitió el ingreso libre al templo, ya que en esa época no se aceptaba a nadie que no fuese árabe, y al retirar estos pilares se quería lograr una apertura que invitase a las personas a ingresar. Además, se construyó una ampliación hacia el oriente que se utilizaría como casa parroquial. Después arreglaron ciertos patios interiores para crear salas de clases, biblioteca, talleres y salones de eventos.
El párroco es el padre ecónomo Francisco Salvador y el sacerdote auxiliar, Stavroforo Santiago (Fredy) Aguilar.

## Arquitectura
Es un edificio construido con estilo Tudor de un solo nivel.
- Posee un campanario de 15 metros de altura de forma octagonal.
- Sus ventanas y puertas inferiores están construidas con Arcos apuntados, mientras que las ventanas superiores están hechas con Arcos de medio punto.
- El interior está dividido por 2 naves, una central y otra lateral separadas por una fila de columnas y Arcos Tudor.
- El techo era un envigado simple de madera, cubierto con tejuelas, a dos aguas.
- Las paredes y decoraciones poseen detalles de hojas de vid y flores de Liz por todo el lugar, además de que están pintadas completamente, como se hace en la arquitectura islámica
- El ábside posee un iconostasio donde están pintados diferentes representaciones de apóstoles de la religión ortodoxa. No existen esculturas en el lugar, solo imágenes bidimensionales.

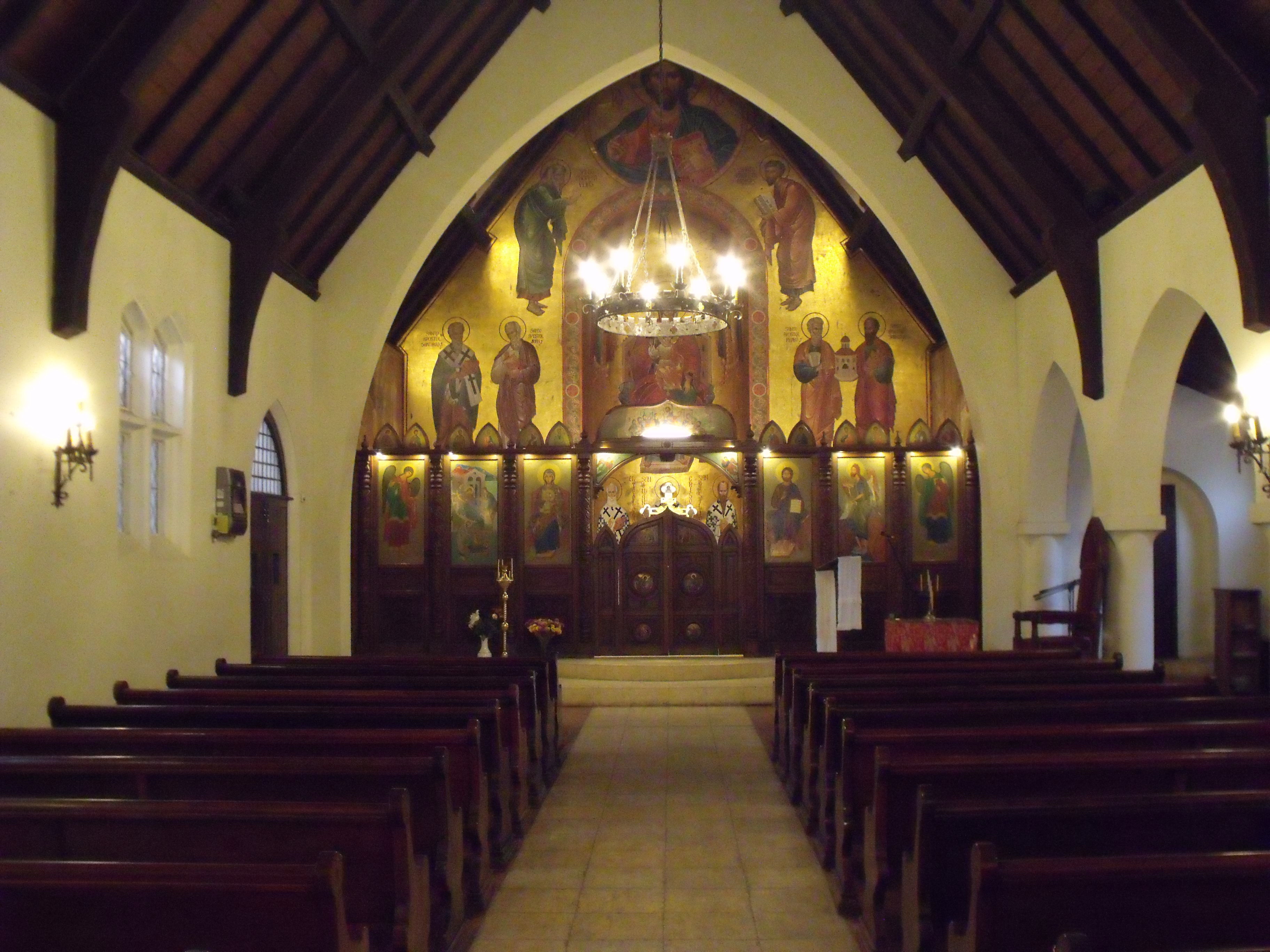
Interior aun sin terminar